# Bosquerola de les Caiman
La bosquerola de les Caiman (Setophaga vitellina) és un ocell de la família dels parúlids (Parulidae).

## Hàbitat i distribució
Habita matolls de les illes Caiman i les illes del Cigne (a Hondures).